# Terroristische aanval in Bansjka
De terroristische aanval in Bansjka op 24 september 2023 was een aanval van een gewapende groep Serviërs op het Kosovaarse dorpje Bansjka bij Zvečan. Bij vuurgevechten kwamen drie Serviërs en een politieman om.

## Beschrijving van de gebeurtenissen
Ongeveer 30 zwaarbewapende gemaskerde etnische Servische Kosovaren blokkeerden een brug vlak bij het dorp Bansjka, in het noorden van Kosovo, nabij de Servische grens. Bij een vuurgevecht met de Albanees-Kosovaarse politiepatrouille kwam de politieman Afrim Bunjaku om het leven. De groep verschanste zich in het nabijgelegen Servisch-Orthodox klooster. Meerdere vuurgevechten volgden toen een politiemacht trachtte het klooster te ontzetten. In het avonddonker ontsnapten de etnische Serviërs te voet. Drie werden gedood, twee raakten gewond en nog enkele werden ingerekend. Naar de ontsnapte aanvallers werd verder gezocht. Een groot wapenarsenaal van de groep werd aangetroffen in het klooster. Servië stuurde geavanceerde artillerie en tanks naar de grens met Kosovo. De Verenigde Staten vroeg Servië die troepen terug te trekken.
Door de Joegoslavische oorlogen zijn sinds 1999 ruim 4000 vredesmilitairen van NAVO-missie KFOR in Kosovo aanwezig om de rust in het land te bewaren. De NAVO reageerde een kleine week later op de machtsontplooiing van de Serviërs door meer vredesmilitairen uit het Verenigd Koninkrijk te sturen naar het noorden van Kosovo. Servië trok volgens hun militaire stafchef op 2 oktober een deel van hun troepen terug van de grens met Kosovo.

## Veroordelingen en gezochten
De Servisch-Kosovaarse politicus Milan Radoicic bekende een mede-organisator van de aanval te zijn. Hij werd op 4 oktober 2023 gearresteerd in Servië, maar een dag later weer vrijgelaten.

## Motief en reacties
In 2008 had Kosovo zich eenzijdig onafhankelijk verklaard van Servië, maar dat land heeft de onafhankelijkheid nooit erkend en beschouwt Kosovo nog steeds als een provincie. Kosovo bestaat voor 90 procent uit etnische Albanezen en 10 procent etnische Serviërs; die laatste groep sluit zich liever bij Servië.
De aanval werd als de ergste opflakkering van het conflict in jaren beschouwd. Eerder dat jaar in mei waren er schermutselingen tussen etnische Serviërs, de Kosovaarse politie en de NAVO vredestroepen.
De Europese Unie en Kosovo bestempelden de aanval als terrorisme. Kosovo beschuldigde Servië ervan achter de aanval te zitten. Rusland beschuldigde Kosovo ervan de oorzaak te zijn van de aanval. Volgens Moskou wil Servië enkel de etnische Serviërs in Kosovo verdedigen die constant benadeeld worden door de Albanees-Kosovaarse overheid.